# Burgruine Bossonnens
Die Burgruine Bossonnens ist der letzte Rest des einstigen Herrschaftssitzes in Bossonnens im Vivisbachbezirk des Kantons Freiburg in der Schweiz.

## Lage
Der Ort selbst befindet sich an einer alten Verbindung zwischen Oron und Vevey und besass einen archäologisch nachweisbaren römischen Gutshof. Die Höhenburganlage befindet sich südlich der Ortslage auf einer kleinen Anhöhe in Spornlage.

## Geschichte

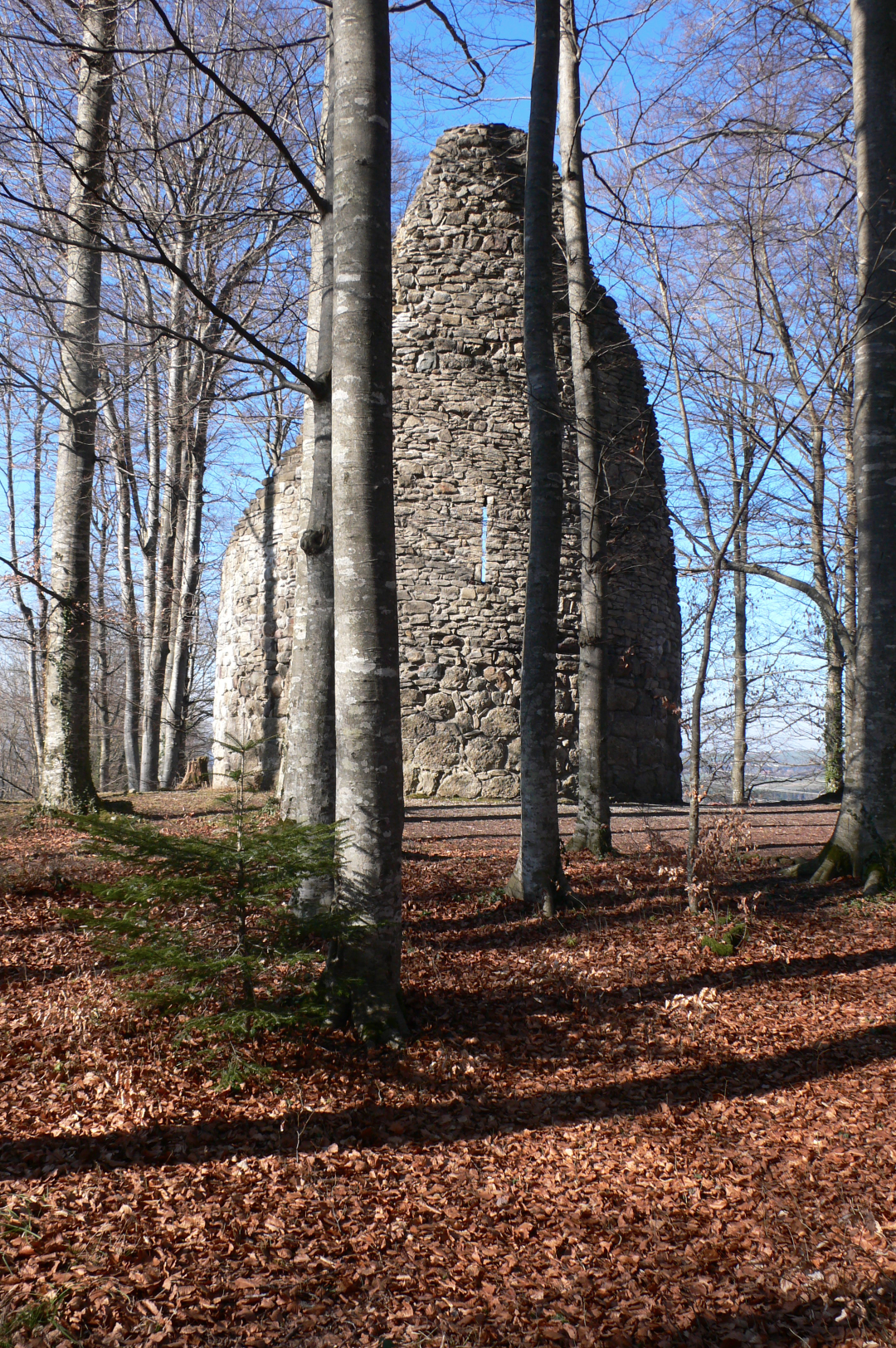
Rundturm („Donjon“)

Im späten 10. Jahrhundert war Bossonnens ein Eigengut der Abtei Saint-Maurice, das diese als Schenkung erhalten hatte. Seit dem 11. Jahrhundert herrschte hier die Adelsfamilie de Blonay, die durch das Kloster in den Besitz kam und erstmals 1068 nachweisbar ist. Ab dem Jahr 1134 unterstützte die Familie die Gründung der Abtei von Haut-Crêt mit Stiftungen, was auch ihre Nachfolger weiterführten. Zunächst war das das Adelsgeschlecht d’Oron. Ähnlich wie im Fall von Schloss Attalens ist nicht genau bekannt, wann dieser Wandel erfolgte.
Am wahrscheinlichsten erfolgte der Übergang im 1. Viertel des 13. Jahrhunderts, denn im Jahr 1221 ist erstmals ein d’Oron in Bossonnens im Rahmen einer Kapellenstiftung nachweisbar. Es war Rodolf I. d’Oron, der hier Land zur Verfügung stellte. Er muss demnach zuvor das Erbe von seinem Onkel Vaucher III. de Blonay angetreten haben. Der Ausbau der Burg im Bereich des nördlichen Sporns lässt sich auf die 2. Hälfte des 13. Jahrhunderts datieren. Auch Granges gehörte zu diesem Herrschaftskomplex. Die Familie Oron baute diesen weiter aus und gründete unter Amédée I. d’Oron einen Flecken neben dem Dorf im Areal der Vorburg. Wie so viele Lokalgeschlechter wurden auch die d’Oron im 13. Jahrhundert Vasallen. Zunächst waren sie im Dienst der Grafen von Genf, dann der Grafen von Savoyen, was die Erwerbungen für ihre Herrschaft wohl begünstigte, denn diese Gebiete unterstanden den Savoyern.
Durch Konrad von Pont, der ihnen über seine Frau seine Besitzungen vererbte, wurden die Herren von Oron und Bossonnens Anfang des 14. Jahrhunderts auch Mitherren von Schloss Pont. Nach dem Tod von Amédée d’Oron wurden die Herrschaften Bossonnens und Attalons für mehrere Jahrzehnte (1307–1374) in zwei d’Oron-Linien getrennt, dann aber wieder zusammengelegt. Amédées Erbe Wuillerme V. ergänzte in dieser Phase den Bergfried in der Burg Bossonnens. Im Jahr 1342 erfolgte Ankauf der Burgen von Illens und Arconciel durch Guillaume VI. d’Oron, Herr von Bossonnens, aber er starb bereits 1349. Was sich die Familie von diesen Herrschaften an der Saane versprach, ist nicht bekannt. Bossonnens fiel als Erbgut an Guillaumes Witwe Luquette von Greyerz, die 1350 Peter II. von Aarberg heiratete, der ein unrühmliches Ende fand.
In dieser Zeit um 1350, als hier die Pest wütete, ist im Burgbereich der Abriss von zwei Gebäuden nachweisbar. Der Flecken Bossonnens wurde im 15. Jahrhundert aufgegeben, auch die Herrschaft verfiel. Zudem vererbte sich im Jahr 1410 Bossonnens über Marguerite d’Oron an die Adelsfamilie de La Sarraz, die es wohl nur als Nebensitz neben La Sarraz und Sarzens betrachtete, denn für keinen der vier Besitzer lassen sich Umbauten nachweisen. Während der Burgunderkriege wurde Bossonnens im Jahr 1475 angezündet und die Burg teilweise eingeäschert. Angeblich handelte es sich um ein Versehen. Dieser Akt, der die Stadt wohl stärker betraf als die Burg, löschte den Flecken endgültig aus.
Im Jahr 1513 verkaufte die Familie La Sarraz die Herrschaft an das Haus Savoyen. Schon Graf Peter II. von Savoyen hatte hier 1244 durch den Frieden von Evian Rechte des Bischofs von Lausanne erhalten. Der nun eingesetzte savoyische Kastlan Jean Philipon de Moudon blieb aber nur wenige Jahre im Amt, denn im Jahr 1536 eroberte Bern die wohl wieder aufgebaute Burg im Rahmen der Italienischen Kriege und trat sie an den Verbündeten Freiburger ab. Aus der Kastlanei wurde nun eine freiburgische Vogtei, der erste Verwalter trat 1539 sein Amt an. Im Jahr 1615 verlegte der 18. Vogt von Bossonnens seinen Sitz aber nach Attalens und die Burg verfiel zunehmend.
Die Anlage wurde schon im Jahr 1618 an den Stadtrat Henri Lamberger verkauft. Im Jahr 1716 wurde die Burgkapelle abgerissen. Die Vogtei wurde nach dem Einmarsch der Franzosen im Jahr 1798 zum Distrikt Châtel-Saint-Denis geschlagen. Diese erbauten Artillerie-Plattformen im Burgareal. Nach 50 Jahren, im Jahr 1848, wurde aus dem Distrikt der Vivisbachbezirk. Im späten 19. Jahrhundert und bis zur Asphaltierung im Jahr 1939 nutzte man Teile des Areals als Steinbruch für den Strassenbau. Auch für Hausbauten wurden immer wieder ganze Wagenladungen Steine weggebracht.

## Beschreibung und Nutzung
Der Einfluss der Savoyer wird in der Gestalt des Donjons sichtbar. Der Rundturm savoyischen Typs wird auf die Zeit um das Jahr 1260 geschätzt und weist auffällige Ähnlichkeiten zum Bergfried von Schloss Murten auf, wie Christian Kündig vom Amt für Archäologie feststellte. Allerdings scheint es sich um keinen Bergfried zu handeln, sondern um einen Wachturm. Er hat einen Durchmesser von 10,5 Metern, was einen Innenraum von 5,5 Metern Durchmesser schafft. Auch gibt es Ähnlichkeiten zum Bergfried von Schloss Yverdon. Neben den Schiessscharten war das Untergeschoss offenbar frei von Öffnungen. Der Eingang befand sich weiter oben, wo eine Etage durch erhaltene Reste nachweisbar ist. Das Burgareal wird durch ein natürliches Glacis geschützt.
Die historische Ansicht auf der Karte von Thomas Schöpf aus dem Jahr 1577 zeigt eine viertürmige Burganlage mit turmbesetzter Mauer und Kirche. Wie realistisch diese Darstellung ist, ist nicht bekannt, da heute nur noch Gebäudereste vorhanden sind. Es lassen sich aber mindestens drei Türme nachweisen: der Donjon im Südosten, der quadratische „Tour Maîtresse“ am Übergang der Burgsiedlung zur eigentlichen Burg sowie der ebenfalls quadratische ältere Hauptturm der Burg im Nordosten, der noch aus dem 12. Jahrhundert, also von der Burg der Familie de Blonay, stammen soll und 10 × 10 Meter misst. Seine Mauern sind drei Meter dick.
Am 14. November 1990 gründete sich die „Association pour la mise en valeur des vestiges médiévaux de Bossonnens“ (deutsch Verein zur Verbesserung der mittelalterlichen Überreste von Bossonnens). Im Jahr 2016 wurde ein Lehrpfad mit elf Informationstafeln eingerichtet, der auf den Ergebnissen der archäologischen Lehrgrabungen der Jahre von 2004 bis 2011 basiert. Absenkungen im Areal deuten auf erhaltene Kelleranlagen hin. Das Schweizerische Inventar der Kulturgüter von nationaler und regionaler Bedeutung führt das Schloss auf seiner Liste als A-Objekt – d. h., es besitzt nationale Bedeutung – mit der KGS-Nummer 1960.